# Sambaíba
Sambaíba est une municipalité brésilienne située dans l'État du Maranhão.